# Acalypha andina
Acalypha andina là một loài thực vật thuộc họ Euphorbiaceae. Nó là loài đặc hữu của Ecuador. Môi trường sống tự nhiên của nó là các khu rừng vùng núi ẩm nhiệt đới hoặc cận nhiệt đới và vùng đất có cây bụi nhiệt đới hoặc cận nhiệt đới.